# 천사금렵구
천사금렵구(일본어: 天使禁猟区, 텐시킨료쿠)는 유키 카오리 작화의 일본 만화 시리즈이다. 소녀 만화 잡지 하나토유메를 통해 1994년 7월부터 2000년 10월까지 연재되었다. 120개 챕터가 수집되어 20권의 단행본으로 하쿠센샤에 의해 1995년 2월부터 2001년 2월까지 출간되었다.
비즈 미디어는 영어 번역본을 북아메리카에서 2004년 2월부터 2007년 6월까지 출간하였다. 라디오 드라마 시리즈로도 각색되어 1999년 12월부터 2001년 9월까지 출간되었으며 3개의 에피소드 OVA가 반다이 비주얼과 할 필름 메이커에 의해 2000년 출간되었다.